# Heavy on the Magick
A Heavy on the Magick egy 1986-ban megjelent, Spectrum, Enterprise és Amstrad CPC gépeken játszható számítógépes kalandjáték a Gargoyle Gamestől. Megjelenésének évében elnyerte a Crash magazin Év Kalandjátéka-díját.

## A játék
A játék főszereplője az általunk irányított Axil nevű varázsló, aki egy szörnyekkel teli labirintusba van bezárva, célja, hogy kijusson onnan. A labirintus négy szintes, minden szinten 8 × 8 szoba található négyzetrácsos elrendezésben, bár két szinten egy-egy olyan szoba is van, aminek nincs kijárata, ezek közül az egyikbe nem is lehet bemenni, így a szobák száma csak 255. A szobák csoportokra vannak osztva, egy csoportnak neve is van (pl. Trollwynd, Methos, Morfang), és szobái azonos háttérszínűek.

### Tulajdonságok
Axilnak több tulajdonsága van: az életerő a legfontosabb, ha ez nulla, meghal és a játéknak vége. Az ügyesség és a szerencse különböző tárgyak felvételével növelhető és csökkenthető, leginkább a harcban szükségesek. Van ezenkívül egy varázslói fokozat is, ez néhány speciális szobába való eljutáskor növekszik. Néhány dolgot csak a magasabb szinten álló Axil tud véghezvinni.

### Szörnyek és harc
A labirintusban számos szörny járkál, például szellemek, trollok, csontvázhoz hasonló wraithok, goblinok, sárkányok (wywern), vámpírok, küklopszok, farkasemberek. Többségüket robbantás varázslattal lehet elpusztítani, de amelyiknek túl sok életereje van, azokhoz valamilyen különleges tárgy szükséges, például a vámpír fokhagyma segítségével ölhető meg.
Nem csak ellenségekkel találkozhatunk a játék során: néha felbukkan a barátságos óriás, Apex is, akinek egyszavas kérdéseket tehetünk fel, néha válaszaiban segítséget is ad a játékhoz.

### Varázslatok
Kezdetben Axil nem tud varázsolni, de amit fölveszi a mindjárt a kiinduló szobában található grimoárt, onnantól kezdve tud robbantani, fagyasztani és szellemet idézni. A labirintusban járkálva még két papírtekercs található, ezeken két újabb varázslat van: a szörnyhívás (ezzel Apexet is odahívhatjuk) és a transzfúzió, mellyel a megölt szörnyek után járó tapasztalati pontjainkat alakíthatjuk át életerővé.
A szellemidézéssel négy szellemet hívhatunk meg, nevük: Astarot, Asmodee, Magot és Belezbar. Ők is különféle segítséget tudnak nyújtani, de csak akkor, ha előtte megszerezzük a nekik szükséges tárgyakat. Ha ilyen tárgy nélkül idézzük meg őket, haragra gerjednek és átteleportálnak minket az egyik kijárat nélküli szobába, ahol elpusztulunk az ott égő tüzekben.

### Tárgyak
A labirintusban sokféle tárgy van elhelyezve. Ezek között vannak élelmek, amik az életerőnket növelik, de vannak mérgezett tárgyak is, melyek felvételekor életerőnk csökken. Vannak szerencsenövelő tárgyak, és vannak speciális szörnypusztítók is. Van 12 kulcs, melyekkel 12 zárt ajtót nyithatunk ki, ha letesszük őket a zárt ajtó melletti asztalkára. Ugyanígy vannak pénzeszsákok és pénzeszsákkal nyíló ajtók is. Van néhány olyan tárgy, amik felvételekor megjelenik egy lebegő, forgó szikla, ami nem enged minket kimenni a szobából. Ilyenkor az elvett tárgy helyére egy másikat kell odatenni cserébe (de nem mindegy, hogy mit), hogy a kő „megnyugodjon”. Néhány tárgy arra jó, hogy bizonyos szobák akadályain átkelhessünk: az üveg például egy szakadékon való átsétálásra használható (hogy miért, az nem derül ki), a csat birtokában a tűzön kelhetünk át, a kagyló pedig az amúgy helyhez kötött hidrát űzi el.

### Jelszavak
Néhány ajtó jelszóval nyílik. Ehhez (általában homályos) segítséget az ajtó melletti őröktől kaphatunk. Az egyik szobában egy szökőkútszerűség állja utunkat, ezen is jelszóval kelhetünk át, csakúgy, mint a Rabak nevű lényen.